# NGC 6619
NGC 6619 est une galaxie elliptique compacte située dans la constellation d'Hercule. Sa vitesse par rapport au fond diffus cosmologique est de 4 801 ± 15 km/s, ce qui correspond à une distance de Hubble de 70,8 ± 5,0 Mpc (∼231 millions d'al). NGC 6619 a été découverte par l'astronome allemand Albert Marth en 1864.

## Supernova
La supernova SN 2012dz a été découverte dans NGC 6619 le 8 aout par F. Ciabattari, E. Mazzoni et S. Donati du groupe ISSP (Italian Supernovae Search Project). Cette supernova était de type Ia.